# Dierna clarifera
Dierna clarifera är en fjärilsart som beskrevs av Walker 1865. Dierna clarifera ingår i släktet Dierna och familjen nattflyn. Inga underarter finns listade i Catalogue of Life.